# Autotrófia
Az autotróf (görög eredetű szó autosz = "saját" és trophosz = "táplálkozás") organizmusok egyszerű szervetlen anyagokból bonyolult szerves vegyületek felépítésére képes szervezetek. Ezt vagy kemoszintézis, vagy a napenergia felhasználásával érik el. Az utóbbi esetben fotoautotrófiáról beszélünk. Ide tartoznak azok a fotoszintézisre képes növények, amelyek a szerves vegyületek szintézise során fő forrásként a légköri szén-dioxidot használják, illetve azok a mikroorganizmusok, amelyek az anyagcseréhez szükséges energiát szervetlen anyagok oxidációja útján nyerik (kemotróf organizmusok).
Az autotróf szervezetek nélkülözhetetlenek, minden tápláléklánc alapját képezik. Ők képesek a mások által közvetlenül felhasználhatatlan energiaforrásokból, mint a napfény és a szervetlen molekulák az élővilágban szükséges energiahordozók, mint például szénhidrátok létrehozására. Ez a mechanizmus az elsődleges produkció. A heterotróf organizmusok az autotrófokkal való szimbiózissal, vagy azok elfogyasztásával jutnak hozzá az elkészített szerves anyaghoz, melyből a létfenntartáshoz szükséges energiát nyerik. Így a heterotrófoknak – ide tartozik az összes állat, majdnem az összes gomba és a legtöbb baktérium és protozoa – teljes egészében az autotrófoktól függ a túlélésük. A ragadozók is közvetve az autotróf szervezetekből szerzik a tápanyagaikat, hiszen az elfogyasztott növényevő heterotrófok az autotrófoktól nyerik saját szervezetük felépítéséhez szükséges anyagokat.